# Krimpen aan den Ijssel
Krimpen aan den Ijssel é um município dos Países Baixos, situado na província da Holanda do Sul. Tem 8,95 km² de área e sua população em 2020 foi estimada em 29.452 habitantes.